# Hockey Club Milan Inter
Il Milan Inter Hockey Club è stata una squadra di hockey su ghiaccio italiana.
Nacque nel settembre del 1956 dalla "fusione" delle due maggiori compagini milanesi, l'Hockey Club Milano Inter e l'Hockey Club Diavoli Rossoneri Milano: la denominazione della nuova squadra fu dovuta al fatto che i promotori della nascita del club erano i presidenti delle due compagini calcistiche meneghine: l'Inter e il Milan. Tra i finanziatori da segnalare la presenza dell'industriale tessile Mario Lucioni, che ne assunse la presidenza.
Nelle due stagioni in cui è esistita, la squadra ha vinto un titolo, nel 1958, in cui collezionò 10 vittorie in altrettanti incontri.
Nel 1958 si trasformò nei Diavoli Hockey Club Milano.